# Херайон (Самос)
Вижте пояснителната страница за други значения на Херайон.
Херайон (на старогръцки: Ήραῖον; на гръцки: Ηραίο) е храм на Хера на южното крайбрежие на остров Самос. Намира се на 5 километра на югозапад от днешния Питагорион. Заедно с древната Питагорея е включен в списъка на ЮНЕСКО през 1992 г.

## История
Според Павзаний тук растяло най-старото дърво в Гърция – върба (на латински: Vitex agnus-castus) (на гръцки: λύγος),. Изображение на дървото продължава да фигурира на монети от Самос от римско време. С него е свързан и митът, залегнал в основата на култа към Хера: според местното предание под върбата на брега на река Имбрас (на гръцки: Ίμβρασος) се е родила Хера. Павзаний съобщава, че светилището на Хера е основано от аргонавтите, като те донесли и статуята на богинята от Аргос. Самите самосци смятат, че (дървената статуя на) богинята е изработена на самия остров от речното божество Имбрасос и от жилавата върба от Хереона. Това светилище е едно от най-древните и в немалка степен същото може да се твърди и за статуята. Тя е произведение на египтянина Смилид, съвременник на Дедал, но не прочут колкото него.
Според археологическите находки култът към Хера съществува на Самос от бронзовата епоха, в частност от микенския период. Отначало на мястото на светилището е имало неголям олтар и здание за съхранение на дървена статуя на богинята. През 8 век пр.н.е. олтарът е издялан до правоъгълна форма, а площадката наоколо облицована с камък. По-късно олтарът е ограден със стени и с врата, ограждащи свещеното място (теменос). На запад от олтара е построен първият храм, Hekatompedos (Εκατόμπεδος), стофутов. Към светилището води „свещен път“.
Установени са многобройни етапи на строеж на храма според намерените фрагменти от керемиди.
Най-старата постройка Hekatompedos е тясна и дълга приблизително 30 м, имала е три стени и вътрешна централна колонада, поддържаща покрива. Значително по-голяма храмова постройка е тази, която датира от около 570 – 550 г. и е свързана с имената на баща и син Ройкос и Теодорос, местни скулптори и архитекти. Храмът е бил колосална структура в йонийски стил от вида диптер, т.е. с портик с две редици колони, с дълбок пронаос с квадратен покрив и зад него затвореното същинско светилище цела. Вътре по дължина е имало колонади, така че в храма се образува нещо като гора от колони – 8 на ширина и 21 на дължина. Колоните, около 20 м високи, са имали необичайни кръгли основи с форма на тор и хоризонтални канелюри. Този храм за съжаление издържал само десетилетие, след което бил разрушен, вероятно от земетресение.
Следващата постройка след храма на Ройкос е още по-голяма и се намира на около 40 м на запад. Тя се отличава с най-голямата площ на основата (55,16 на 108,63 м) сред всички гръцки храмове и е известна като „храмът на Поликрат“ – тиранът на Самос. Една от гигантските статуи от него (курос) е запазена в Археологическия музей на Самос. Колоните в храма били от мрамор, а самият храм от травертин. Учените са на мнение, че строежът не бил завършен, тъй като след смъртта на Поликрат в 522 г. пр.н.е. започват раздори между наследниците му и Самос влиза в период на упадък.
Строежът продължава през елинистичната епоха, но този Херайон така и не бива завършен напълно. След кратък период в рамките на Пергамското царство, заедно с него през 133 г. пр.н.е. Самос става част от римската провинция Азия. При император Октавиан Август е построен храм, посветен на императора, а Херайонът и олтарът на Хера са ремонтирани. Страбон пише, че храмът бил пинакотека. За култовата статуя е построена по-малка сграда на изток, която се използвала до забранителните едикти срещу езическите култове на Теодосий I в края на IV век. На мястото на римския Heraeum е издигната християнска църква със същите камъни – феномен, който се наблюдава и при други гръцки светилища.
По византийско време сградата служи за източник на строителен материал и в крайна сметка е разрушена до основи. В литературните източници не се среща много информация. Павзаний не дава обичайното подробно описание, тъй като Самос не фигурира в неговото Описание на Елада, а разхвърляните споменавания от Херодот са недостатъчно информативни. В класически източници е споменат само олтарът на открито и големият храм.

## Археологически разкопки
Първият посетител от Западна Европа е Жозеф Питон дьо Турнфор, изпратен от Луи XIV на проучвателна експедиция в Източното Средиземноморие и Мала Азия. Той посещава Самос през 1704 г. и публикува по-късно рисунки на руините. Мястото е затрупано с тиня, която едновременно прикрива останките и ги защитава от аматьорски проучвания през 18 и 19 век. Върху нея израстват площи от тръстика и бодливи храсти, които дават допълнителна защита, а високото ниво на подпочвените води, което от древността насам се е вдигнало, пречи на прокопаването на траншеи и запазва дървените части от окисление. По тези причини първите археологически разкопки започват в периода 1890 – 92 г. под ръководството на гръцки археолози, а основите на третия храм са разкрити напълно едва от кампанията на Теодор Виганд през 1910 – 14 г.
През 1925 г. германски археолози от Немския археологически институт в Атина подновяват работата на площадката. Тя е прекъсната поради Втората световна война и подновена отново през 1951 г. Проведените разкопки са описани в подробности в серия от отделни томове с общо название Самос, в които се дава качествено описание на всички обредни находки от Херайона от 8 век пр.н.е. насам, съпоставено с хронология. Отново германски екип провежда разкопки и през 1976 г.

## Значение
Херайонът има не само общогръцко, но и световно значение. В него са намерени дарове от всички краища на известния тогава свят: Египет, Сирия, Ассирия, Вавилон, Месопотамия, Персия, Финикия, Лакония, Атика, Крит и Кипър. Сред тях има истински произведения на изкуството, изработени от мрамор, глина, стъкло, мед, дърво, слонова кост и злато. В северната част на свещения път е имало два колоса.